# 테바이 신성대

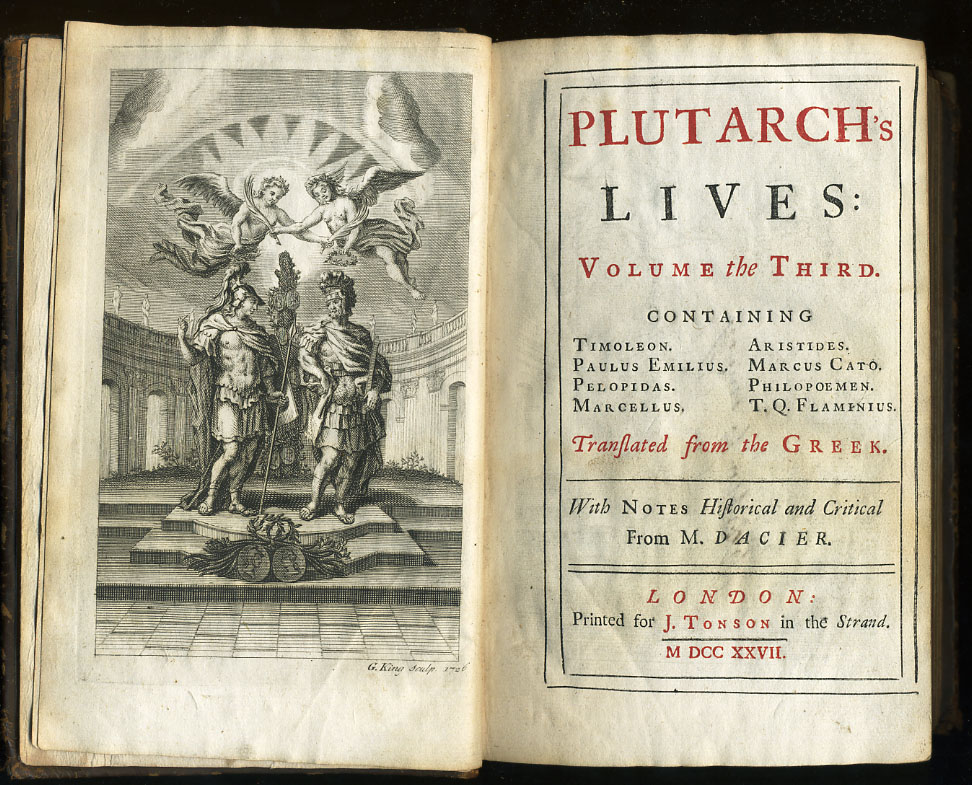
플루타르코스 영웅전(앙드레 다시에르가 번역한 1727년 판)은 대부분의 신성대에 대한 근처의 출처가 된 저서다.

신성대 또는 히에로스 로코스(현대 그리스어: Ἱερὸς Λόχος, 라틴어: Hieròs Lókhos)는 기원전 378년에 장군 고르기다스가 결성한 고대 그리스 테바이의 그리스에서 최강이라 찬사를 받은 정예 보병부대였다. 고대 그리스에서 테바이는 엘리스와 함께 동성애가 가장 개방적인 도시였다. 테바이가 위치한 그리스 중부의 보이오티아 지방에서는 소년애로 알려진 헤라클레스 숭배가 활발했다. 아리스토텔레스의 유실된 저작에는 헤라클레스의 조카이며, 종자, 애인이었던 이오라우스의 묘소에 관한 묘사가 있는데, 그곳은 고대 테바이의 남성 동성애자 커플이 서로의 사랑을 맹세하는 장소로 이용되었다. 플루타르코스는 ‘신성대’라는 호칭이 풍습에서 유래한다고 생각했다.
스파르타를 격파한 레우크트라 전투 등에서 활약을 했고, 기원전 4세기의 테바이의 그리스 패권 확립에 크게 공헌을 한 이 부대는 150조 300명의 남성의 연인에 의해 구성되어 있었다고 한다. 남자끼리의 커플로 구성된 이유는 사람에게 비참한 모습을 보이려하지 않고, 연인을 지키며 싸울 것이라는 가정 하에 설립되었기 때문이다. 그들은 국비로 길러 평시는 오로지 훈련에 힘쓰고 있었다.
테바이가 그리스의 패권을 잃은 후에도 이 부대는 존속해 있었던 것 같지만, 기원전 338년에 벌어진 카이로네이아 전투에서 마케도니아의 왕자 알렉산더(이후 알렉산더 대왕)가 이끄는 기병부대와의 교전에서 254명이 전사하는 치명적인 타격을 입고 그 이후에는 결성되지 못했다. 카이로네이아에서 승리한 마케도니아 왕 필리포스 2세는 그들의 시체를 보고 눈물을 흘리며 자신을 칭송했다.
근대 이후 그리스 육군에서 여러 번 편성된 정예 부대인 ‘신성한 중대’라는 부대 이름이 신성대의 이름에서 유래한 것으로 알려져 있다.

## 같이 보기
- 의형제
- 카르타고 신성대